# سرزمین کامچاتکا
سرزمین کامچاتکا (روسی: Камча́тский край، آوانگاری Kamchatsky kray؛ IPA: [kɐmˈtɕatskʲɪj kraj]) یکی از واحدهای فدرال روسیه می‌باشد. این سرزمین در تاریخ ۱ ژوئیه سال ۲۰۰۷ در نتیجهٔ ادغام دو استان کامچاتکا و ناحیه خودگردان کوریاک به وجود آمد. این تصمیم بر اساس یک همه‌پرسی در ۲۳ اکتبر ۲۰۰۵ گرفته شد.
مرکز این سرزمین، شهر پتروپاولوفسک-کامچاتسکی می‌باشد و آب‌وهوای آن سرد و مرطوب است.